# Nuoto sincronizzato ai campionati mondiali di nuoto 2013 - Squadre (programma libero combinato)
La fase preliminare si è svolta nel pomeriggio del 21 luglio 2013, mentre la finale si è svolta la sera del 27 luglio.

## Medaglie
| Posizione | Atleta | Paese   |
| --------- | --- | ------- |
| Oro       | Vlada Čigirëva Michaėla Kalanča Daria Korobova Anisya Olkhova Alexandra Patskevich Elena Prokofyeva Alla Shishkina Marija Šuročkina Anzhelika Timanina Alexandra Zueva Svetlana Kolesnichenko (riserva)                         | Russia  |
| Argento   | Clara Basiana Alba María Cabello Ona Carbonell Margalida Crespí Thaïs Henríquez Paula Klamburg Sara Levy Meritxell Mas Laia Pons Cristina Salvador Clara Camacho (riserva) Irene Montrucchio (riserva)                          | Spagna  |
| Bronzo    | Lolita Ananasova Maryna Golyadkina Olena Grechykhina Ganna Klymenko Kateryna Reznik Oleksandra Sabada Kateryna Sadurska Anastasiya Savchuk Anna Vološyna Olha Zolotarova Vira Golubova (riserva) Dana-Mariia Klymenko (riserva) | Ucraina |

## Risultati
in verde sono denotate le finaliste.
| Pos. | Nazione        | Preliminare | Preliminare | Finale    | Finale |
| Pos. | Nazione        | Punti       | Pos.        | Punti     | Pos.   |
| ---- | -------------- | ----------- | ----------- | --------- | ------ |
|      | Russia         | 96.740      | 1           | 97.060    | 1      |
|      | Spagna         | 94.040      | 2           | 94.620    | 2      |
|      | Ucraina        | 92.860      | 3           | 93.350    | 3      |
| 4    | Giappone       | 91.590      | 4           | 92.020    | 4      |
| 5    | Canada         | 91.280      | 5           | 90.410    | 5      |
| 6    | Italia         | 89.030      | 6           | 89.550    | 6      |
| 7    | Grecia         | 87.470      | 7           | 86.850    | 7      |
| 8    | Francia        | 87.080      | 8           | 86.820    | 8      |
| 9    | Messico        | 84.240      | 9           | 84.530    | 9      |
| 10   | Corea del Nord | 83.790      | 10          | 83.560    | 10     |
| 11   | Svizzera       | 82.420      | 12          | 82.310    | 11     |
| 12   | Paesi Bassi    | 83.220      | 11          | 82.070    | 12     |
| 16.5 | H09.5          |             |             | 00:55.635 | O      |
| 13   | Bielorussia    | 79.580      | 13          |           |        |
| 14   | Kazakistan     | 78.600      | 14          |           |        |
| 15   | Macao          | 69.950      | 15          |           |        |
| 16   | Nuova Zelanda  | 68.600      | 16          |           |        |
| 17   | Thailandia     | 58.730      | 17          |           |        |